# Nina Camenisch
Anna Katharina 'Nina' Camenisch (Sarn, 23 april 1826 - aldaar, 13 oktober 1912) was een Zwitserse schrijfster en dichteres.

## Biografie
Nina Camenisch was een dochter van Johann Anton, een landbouwer, landammann en rechter, en van Ursula Buchli. Omdat haar moeder een zwakke gezondheid had, groeide ze op bij haar grootouders langs moederszijde in Versam. Vanwege haar grootvader, die een voormalig officier was in het Sardijnse leger, zou ze een bijzondere interesse ontwikkelen voor geschiedenis en verre landen en in het bijzonder voor de Oudgriekse literatuur. Nadat ze een jaar had verbleven in een pensionaat in La Neuveville, ging ze werken op het domein van haar ouders en begin ze gedichten en verhalen te schrijven. In 1856 publiceerde Otto Carisch haar Gedichte eines bündnerischen Landmädchens, zij het echter dat dit werk anoniem werd gepubliceerd. Later zouden andere boeken volgen, waaronder een dichtbundel die ze samen opstelde met haar blinde broer Georg. Door toedoen van Placidus Plattner geraakte ze geïnteresseerd in de lokale volkslegendes en schreef ze een bundel met lokale sprookjes, liedjes, gezegden en rijmpjes, die Plattner herwerkte voor publicatie. De originele teksten verschenen pas in 1987.

## Werken
- (de)  Geschichten Und Sagen Aus Alt Fry Rhatien, 1899.
- (de)  Brunold-Bigler, U. (ed.), Die Sagensammlung der Dichterin Nina Camenisch von Sarn, 1987.